# Giuseppe Berio
Giuseppe Berio (Genova, luglio 1841 – Genova, 21 marzo 1906) è stato un politico italiano.

## Biografia
Originario di una famiglia alto-borghese si laurea in giurisprudenza e nel 1867 inizia la professione di avvocato. Vicino professionalmente al mondo armatoriale e politicamente alla sinistra costituzionale, nel 1867 è eletto consigliere provinciale di Genova. Nel 1879, per le dimissioni di Anton Giulio Barrili, si candida alla camera nel collegio di Albenga, dando il via ad un'attività parlamentare che prosegue ininterrottamente fino alla sua scomparsa.
Come liberale di orientamento progressista in parlamento si dedica con grande passione alla difesa degli interessi degli armatori e dei piccoli agricoltori. Nel 1881 si batte per l'estensione del suffragio a tutti gli uomini in grado di leggere e scrivere, e nello stesso anno si fa promotore di una inchiesta parlamentare sulle condizioni del naviglio italiano, danneggiato dalla concorrenza francese, dalla quale scaturiscono misure protezionistiche.
Sostenitore della fusione della Florio e della Rubattino nella Navigazione Generale Italiana, si batte contro la centralizzazione dell'amministrazione e della direzione a Roma, disapprovando la scelta del governo di inserire nel suo statuto il minimo delle cento azioni per poter partecipare alle assemblee, allo scopo di garantire il predominio di pochi azionisti col meccanismo delle deleghe. È stato inoltre relatore della legge che ha istituito il Consiglio superiore della pubblica istruzione e del disegno di legge Baccelli per la riforma universitaria.
In parlamento sostiene una posizione affine a quella di Alfredo Baccarini e Giuseppe Zanardelli. Se ne allontana quando i due si distaccano da Agostino Depretis ma in seguito partecipa al banchetto napoletano che inaugura la pentarchia. Nel 1890 compie un viaggio nell'America meridionale, dove incontra le comunità italiane dell'Uruguay e dell'Argentina. A Buenos Aires, su incarico ufficiale del governo, fonda la locale succursale della Banca d'Italia. 
Negli ultimi anni della sua vita dedica la maggior parte del suo tempo allo studio legale di Genova.